# Södermanlands runinskrifter 59
Södermanlands runinskrifter 59 är ett vikingatida runstensfragment av granit i Flåsta, Husby-Oppunda socken och Nyköpings kommun. Stenen är 1 meter hög och 1,1 meter bred samt 0,25 meter tjock. Runhöjden är 8-11 centimeter.

## Inskriften
Translitterering av runraden:
: saulfʀ : iunʀ : (f)-... ... ...k faþu:r ...n ...þaþ
Normalisering till runsvenska:
Sæulfʀ iunʀ ... ... ... faður [si]nn ...
Översättning till nusvenska:
Säulv ... sin fader ...